# Cando (fiume)
Il Cando o Rio Cando è un piccolo torrente della Repubblica di San Marino.

## Percorso
Nasce alle pendici del Monte San Cristoforo nel territorio di San Marino; scorre nella parte orientale del Paese, prima di sfociare nel Marano nei pressi dell'abitato di Faetano.
Nei pressi del Cando si svolse nel 1944 la Battaglia di Monte Pulito.